# Bovenkarspel

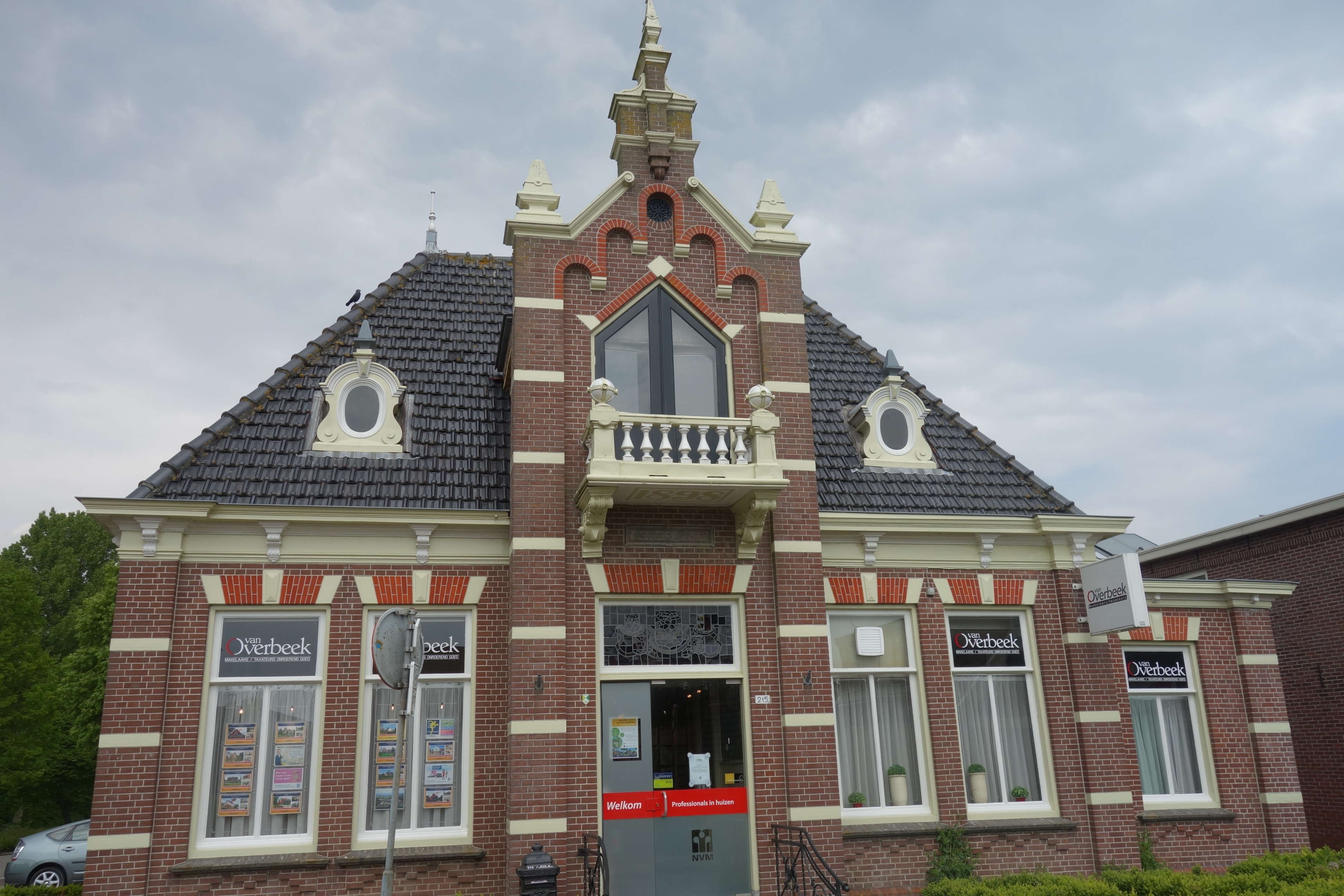
Bovenkarspel: edificio nella Hoofdstraat

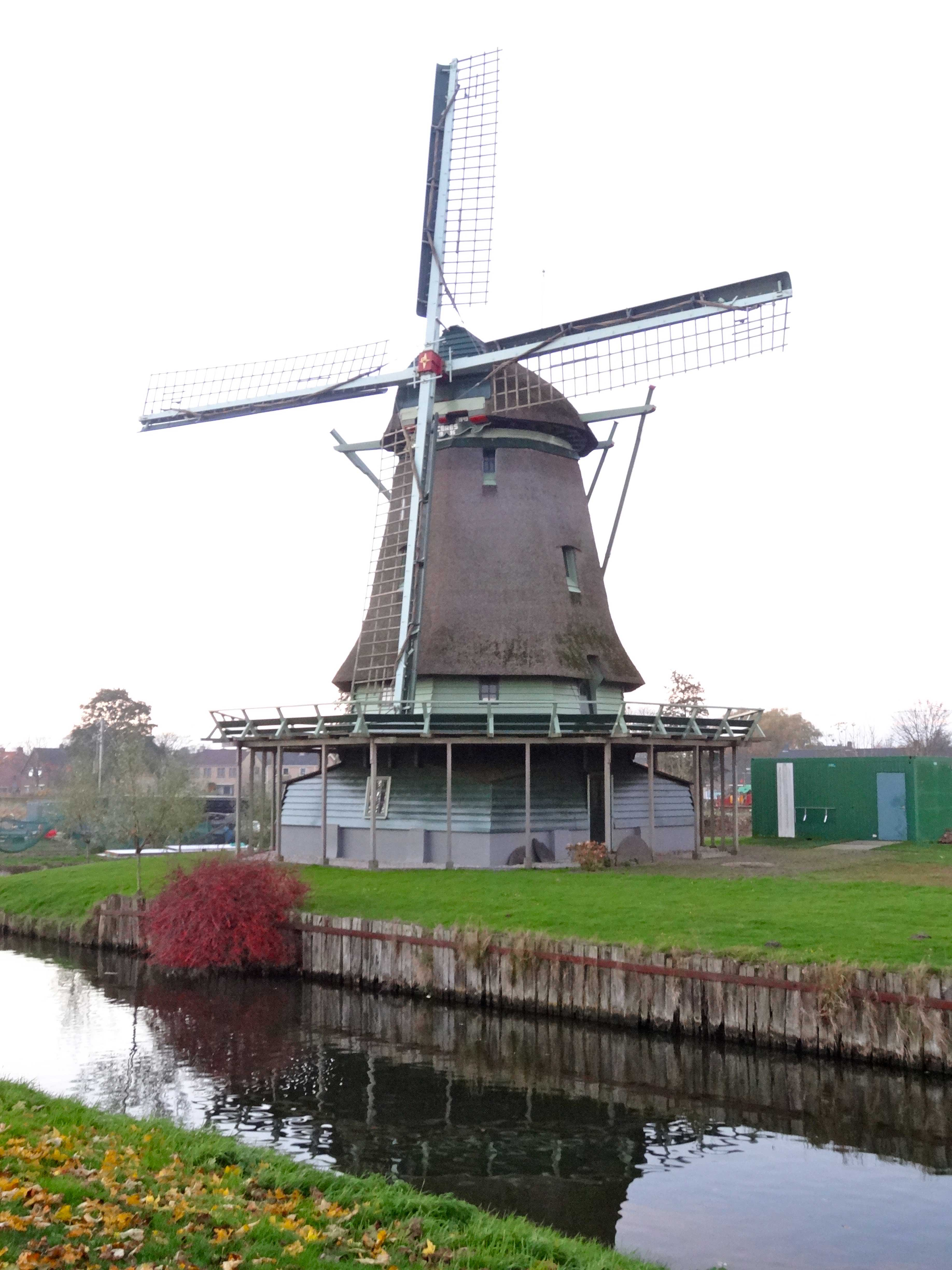
Bovenkarspel: il mulino Ceres

Bovenkarspel è un villaggio di circa 11.000 abitanti del nord-ovest dei Paesi Bassi, facente parte della provincia dell'Olanda Settentrionale e situato nella regione della Frisia Occidentale. Dal punto di vista amministrativo, si tratta di un-ex comune, dal 1979 inglobato nella municipalità di Stede Broec, di cui è il capoluogo..

## Geografia fisica
Il villaggio di Bovenkarspel si trova a sud di Andijk e Wervershoof, a pochi chilometri ad ovest di Enkhuizen.

## Origini del nome
Il toponimo Bovenkarspel, attestato anticamente come Broekcarspel, Bovenkerspel (1312), Boevenkerspel (1396) e Bovencarspel (1840), significa "parrocchia (karspel; ol. mod. kerkspel) sopra (boven) il livello del mare".

## Storia

### Simboli
Nello stemma di Bovenkarspel è rappresentato un albero, con ai lati due stelle.

## Monumenti e luoghi d'interesse
Bovenkarspel conta  3 edifici classificati come rijksmonumenten .

### Architetture religiose

#### Chiesa protestante
Tra i principali edifici d'interesse, figura la chiesa protestante, costruita nel 1968 al posto della vecchia chiesa protestante del 1828.

### Architetture civili

#### Mulino Ceres
Altro edificio d'interesse è il mulino Ceres, un mulino a vento risalente al 1849.

## Cultura

### Eventi
- Westfriese Flora (dal 1933)[2]
- Kermis Bovenkarspel (in aprile)[2]
- Unicefrun West-Friesland (in una delle domeniche di ottobre)[2]
- Sint Nicolaasintocht Bovenkarspel[2]